# Chrastavice
Chrastavice (en allemand : Chrastawitz) est une commune du district de Domažlice, dans la région de Plzeň, en Tchéquie. Sa population s'élevait à 389 habitants en 2021.

## Géographie
Chrastavice se trouve à 3 km au nord-est du centre de Domažlice, à 44 km au sud-ouest de Plzeň et à 128 km au sud-ouest de Prague.
La commune est limitée par Meclov au nord, par Milavče à l'est, par Zahořany au sud et par Domažlice au sud-ouest et à l'ouest.

## Histoire
La première mention écrite de la localité date de 1324.

## Galerie

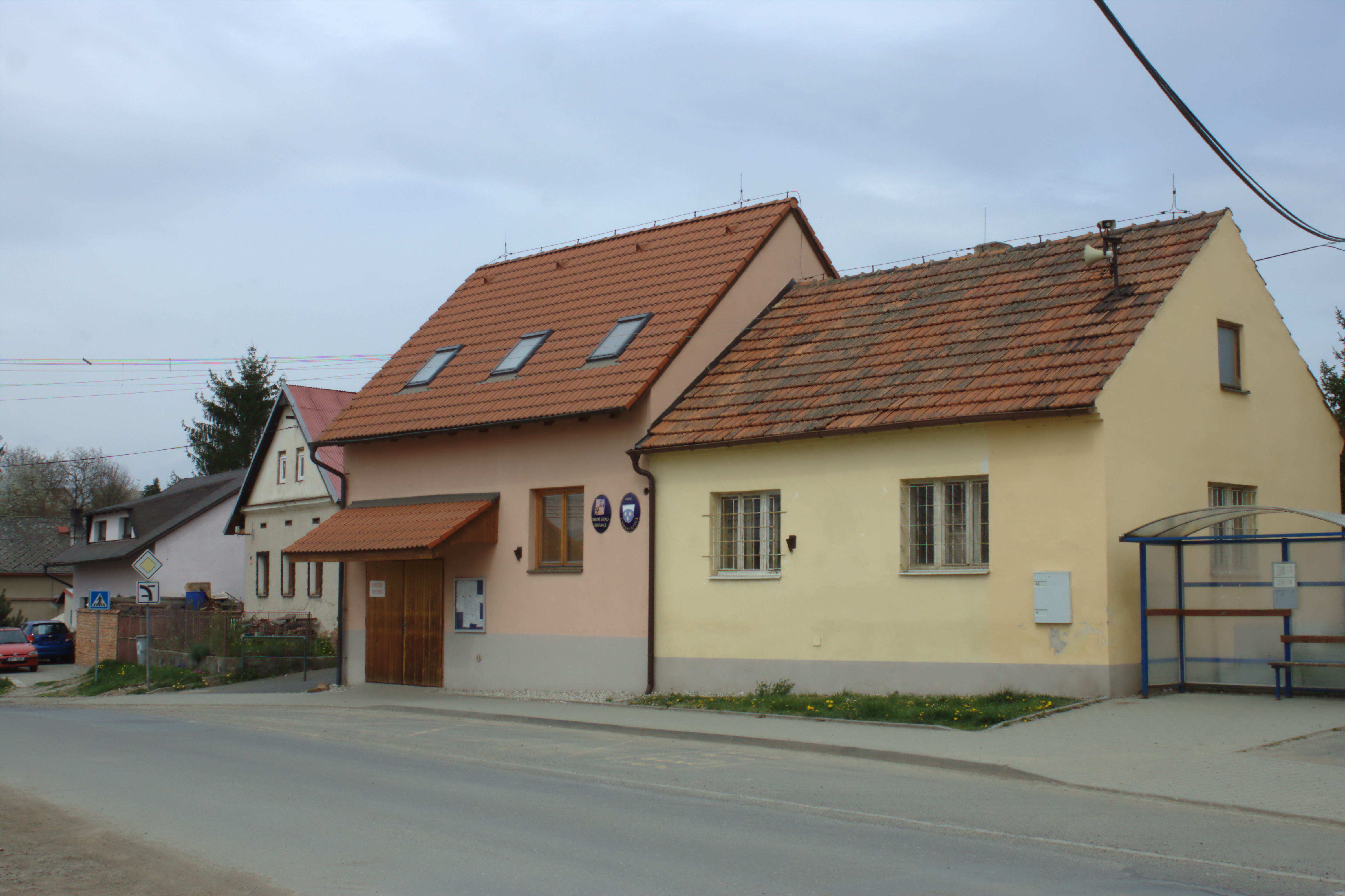
Mairie.
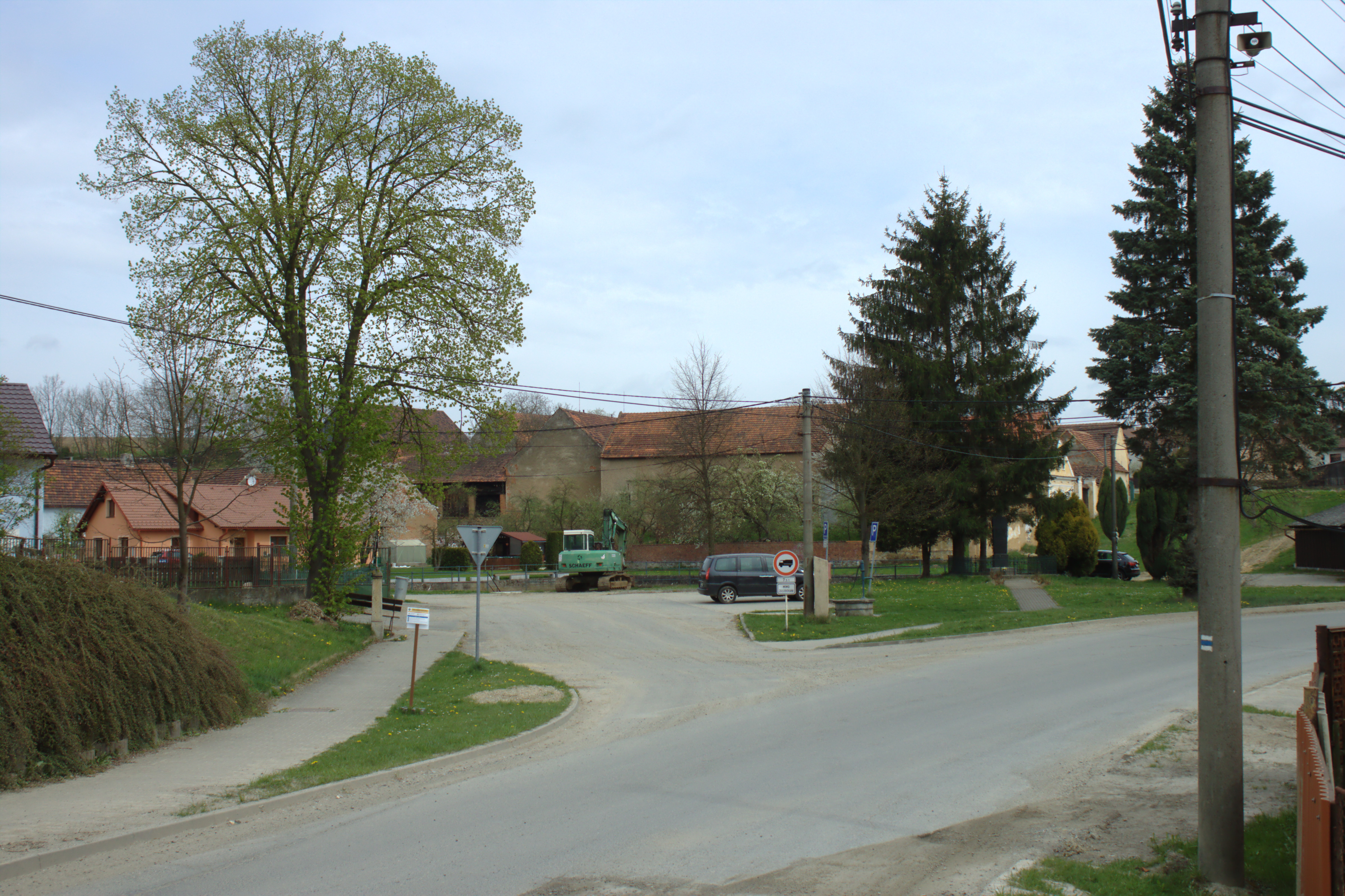
Carrefour.
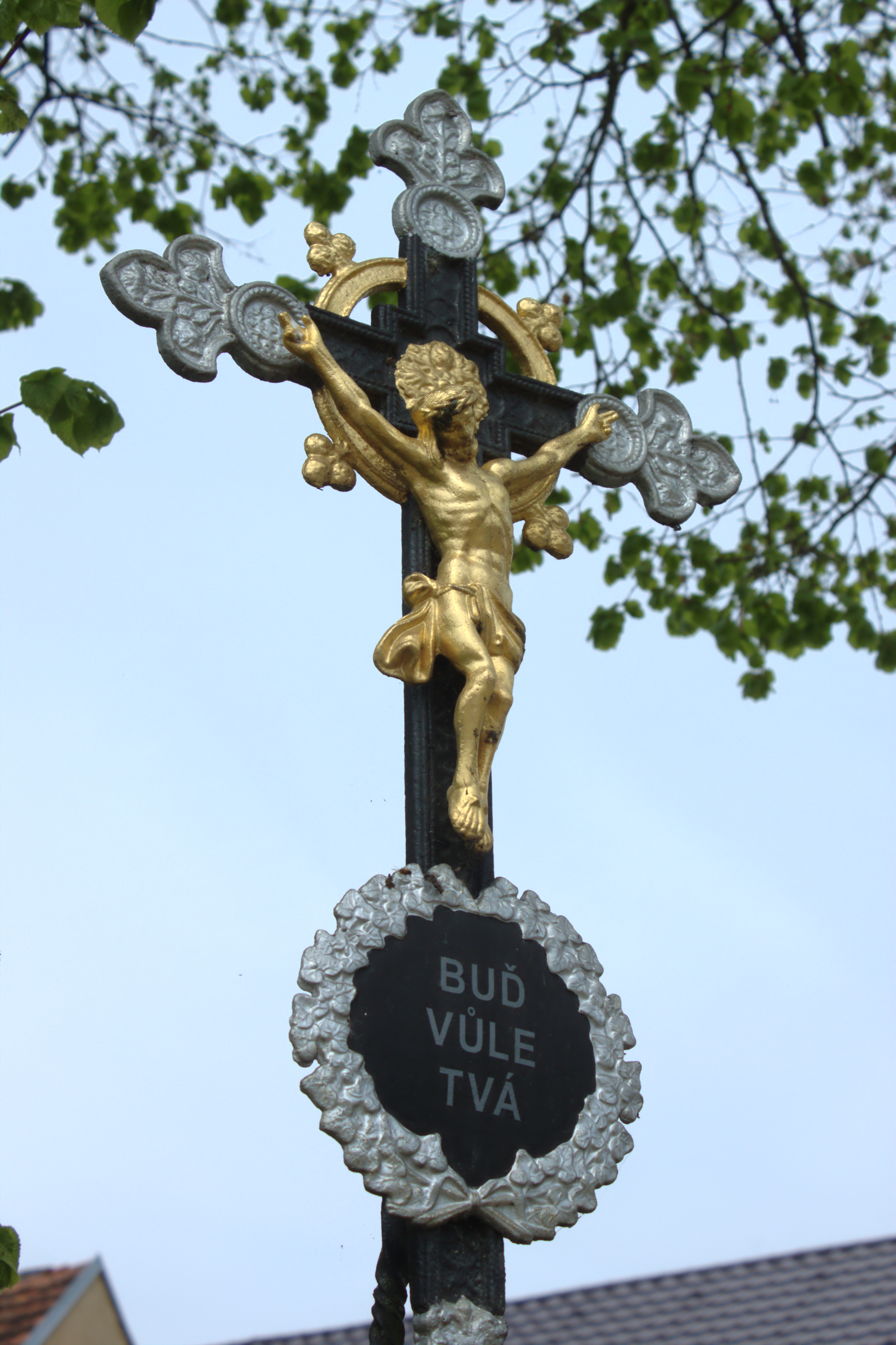
Croix.
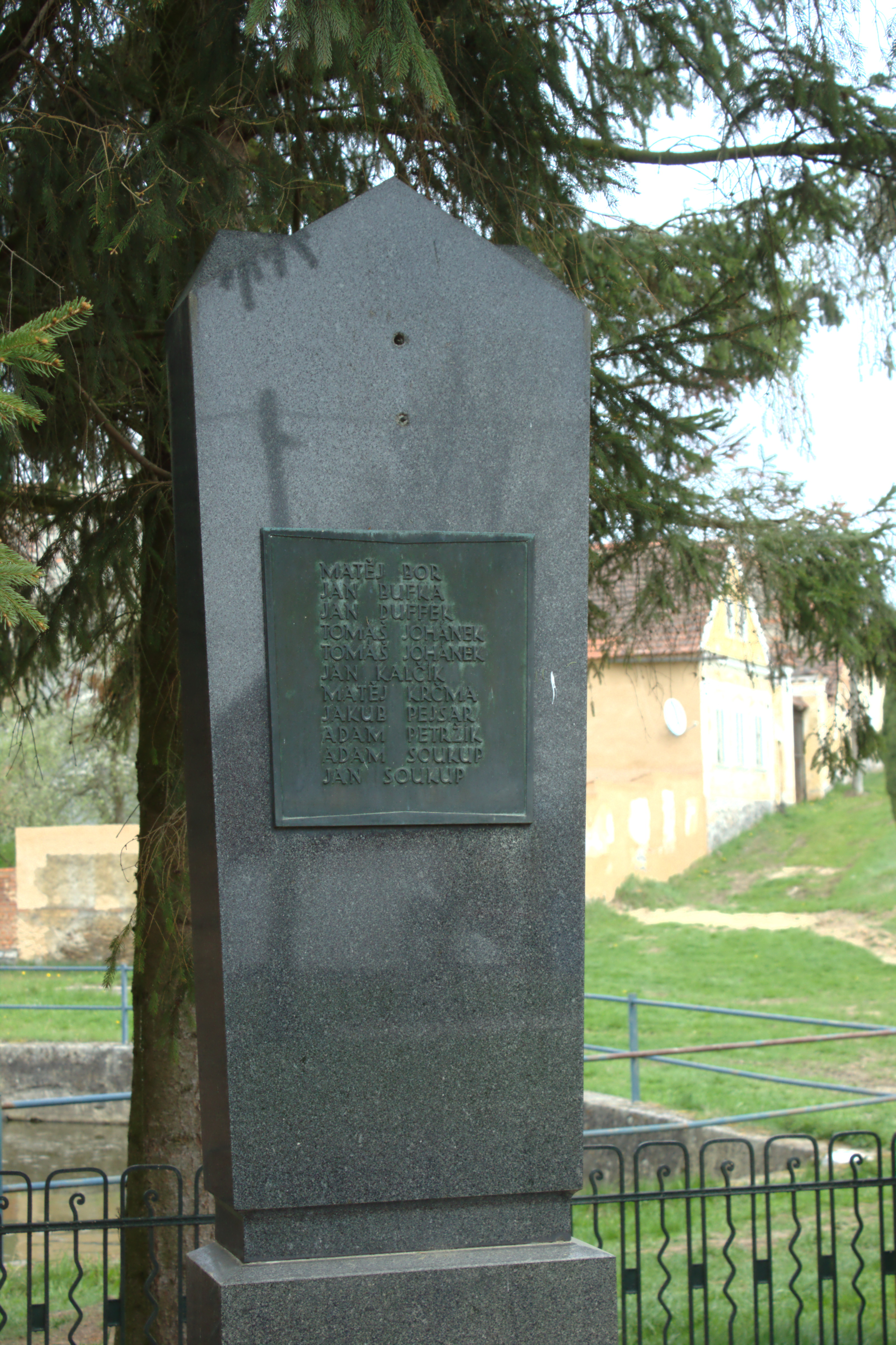
Monument aux morts.
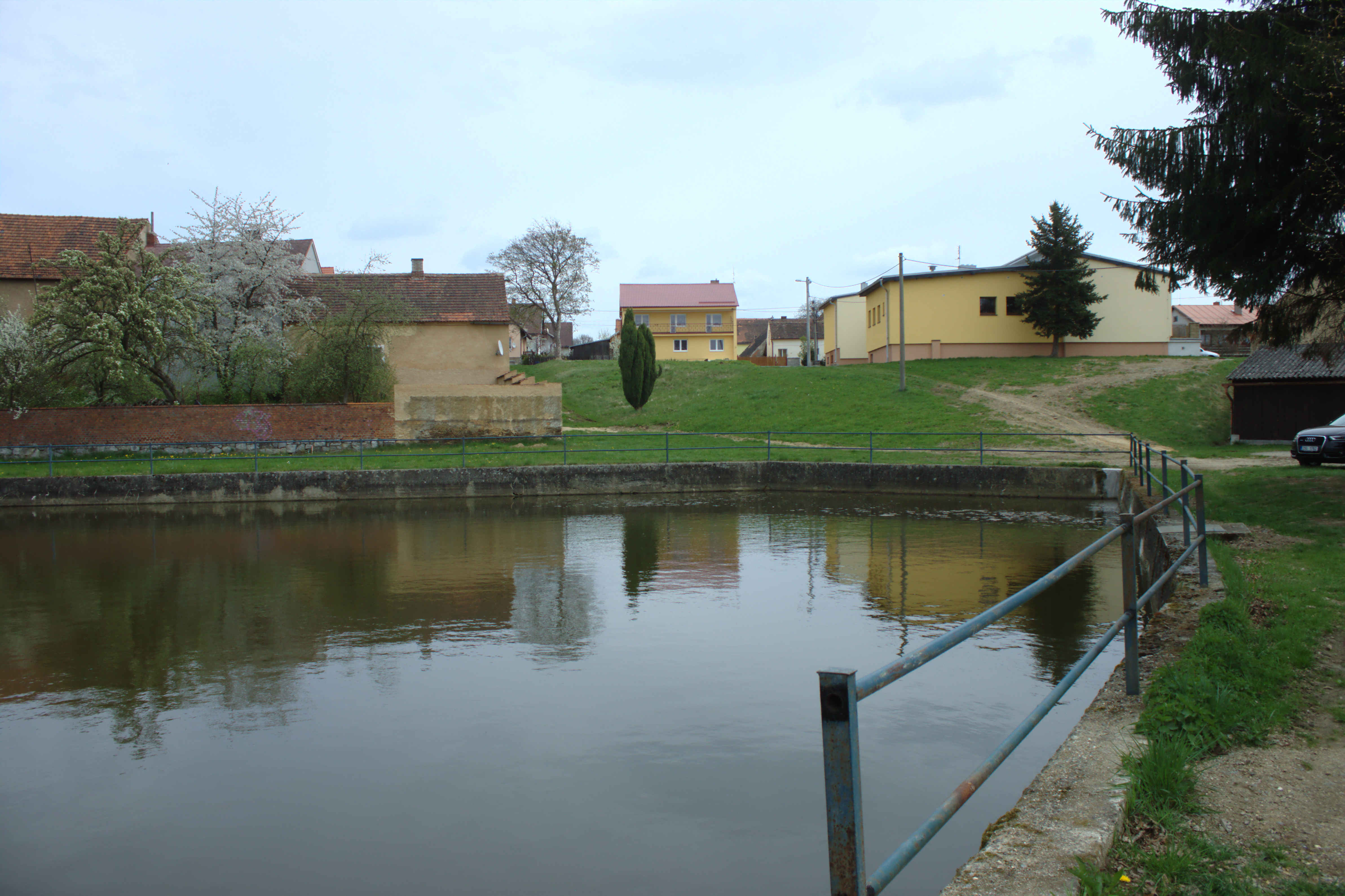
Étang.

## Transports
Par la route, Chrastavice se trouve à 3 km du centre de Domažlice, à 51 km de Plzeň et à 144 km de Prague.